# أديلين كناب
أديلين كناب (بالإنجليزية: Adeline Knapp) (14 مارس 1860 - 1909)؛ صحفية، كاتِبة وروائية أمريكية.